# Kohn-Anomalie
Die Kohn-Anomalie (nach Walter Kohn, der sie 1959 entdeckte) ist eine Anomalie der Dispersionsrelation von Phononen. Es handelt sich dabei um eine logarithmische Divergenz in der Ableitung der Dispersionsrelation. Diese Divergenz kommt von der Wechselwirkung zwischen Phononen und Elektronen und tritt immer auf der Fermifläche auf, sodass man durch Messung der Dispersion auch Informationen über die Fermifläche bekommt.
Die Kohn-Anomalie ist u. a. verantwortlich für den Peierls-Übergang in eindimensionalen Molekülketten wie Polyethin und den  Jahn-Teller-Übergang in dreidimensionalen Kristallen. Sie kann eine spontane Brechung der Gittersymmetrie aufgrund elektronischer Energieminimierung bewirken.
Experimentell nachgewiesen wurde sie zuerst 1961 in der Gruppe von Bertram Brockhouse in Chalk River.